# Blanca (Murcia)
Blanca er en by og kommune i det sydøstlige Spanien i Murcia-regionen. Den har et indbyggertal på 6.825 (2024) indbyggere.